# Juan Ignacio Sánchez
Juan Ignacio Sánchez Brown, dit Pepe Sánchez (né le 8 mai 1977 à Bahía Blanca) est un joueur professionnel argentin de basket-ball.
Ce meneur a été champion olympique 2004 avec l'équipe nationale argentine. Pepe Sánchez (1,93 m) a été le premier joueur argentin en NBA, bien que ses trois saisons là-bas ne lui aient pas permis de briller Hawks d'Atlanta (5 matches) 76ers de Philadelphie (24), Pistons de Détroit (9) et Warriors de Golden State, pour une moyenne de cinq minutes par rencontre.
Il a commencé le basket à l'âge de 12 ans au Club Bahiense del Norte, avec la future star Emanuel Ginóbili. À 17 ans, il passe au Deportivo Roca (en) pour la saison 1994/95 de la Ligue Argentine. L'année suivante, il avait accepté une bourse de l'université Temple à Philadelphie, est finalement resté pour jouer avec Estudiantes de Bahía Blanca.
Après sa participation en équipe nationale de jeunes au Tournoi panaméricain de jeunes à Porto Rico, il rejoint enfin les Owls de Temple pour quatre années sous les ordres du célèbre John Chaney (en), finissant numéro 2 de NCAA dans les interceptions. En 2000, il obtint un diplôme d'histoire.
Sánchez a rejoint l'équipe nationale seniors en 1998, où il participa aux championnats du monde 1998, 2002 (médaille d'argent) et 2006, le championnat d'Amérique du Sud (médaille d'argent), et les Jeux olympiques de 2004 (médaille d'or).
En Europe, Sánchez a remporté l'Euroleague avec le Panathinaïkós, et fut élu second meilleur meneur de la Liga ACB avec Alicante. Transféré à l'Unicaja Málaga en 2005, il permet au club de remporter son premier titre ACB. Il a été naturalisé espagnol, au regard des règles de la Liga.

## Équipes
- 1994/1995 :  Deportivo Roca (LNB)
- 1995/1996 :  Estudiantes de Bahía Blanca (LNB)
- 1996~2000 :  Temple Owls (NCAA)
- 2000/2001 :  76ers de Philadelphie (NBA)
- 2001~2001 :  Hawks d'Atlanta (NBA)
- 2001/2002 :  Panathinaikos (ESAKE)
- 2003~2004 :  Pistons de Détroit (NBA)
- 2004~2004 :  Warriors de Golden State (NBA / pré-saison')
- 2004/2005 :  Etosa Alicante (Liga ACB)
- 2005/2007 :  Unicaja Málaga (Liga ACB)
- 2007-2008 :  FC Barcelone (Liga ACB)
- 2008-?? :  Real Madrid